# Granite Falls (Washington)
Granite Falls az Amerikai Egyesült Államok északnyugati részén, Washington állam Snohomish megyéjében elhelyezkedő város. A 2010. évi népszámlálási adatok alapján 3364 lakosa van.

## Történet
A skykomish indiánok a térségen keresztül szállították tulajdonaikat. Az 1970-es években és később több mint 700 leletet találtak a Granite Falls és Lochsloy közötti terület feltárásakor.
Az első európai telepes az 1864-ben letelepedő Joseph Sous Enas volt. Miután 1890-ben megnyílt a posta és a bolt, a település létrejöttét hivatalosan 1891-ben jegyezték fel. Az Everett and Monte Cristo Railway Everett és a Monte Cristó-i bányák között haladó vasútvonalának Granite Falls-i állomása 1892. október 16-án nyílt meg.
Granite Falls 1903. december 21-én kapott városi rangot. Egy erdőtűz a környékbeli területeket felégette, így az építkezés könnyebb lett. 1896-ban a városnak elég lakosa volt egy önálló tankerület létrehozásához.
Az első világháborúban a bányákban leállt a kitermelés. A vasúti síneket felszedték; a Mountain Loop Highway ezek helyén épült meg. Az 1933. április 26-ai tűzben a Cascade Hotel leégett, azonban később újjáépítették.
A második világháborút követően a Miller Shingle Company fafeldolgozója, valamint a Snohomish és King megyékben zajló építkezések kínáltak munkát.
A nyugati erdeibagoly populációjának megóvása érdekében az erdőszolgálat 1896-ban megtiltotta az őserdőkben folytatott kitermelést. 1990 júniusában a halászati és vadászati hatóság a nyugati erdeibaglyot a veszélyeztetett fajok közé sorolta át; egy szövetségi bíró 1991-es ítélete szerint az erdőszolgálat terve a faj megmentésére elégtelen. A döntések érdekében a környékbeli erdőségek területének negyedén megtiltották a kitermelést.
A 2000-es években indult revitalizációs program keretében több épületet és egy parkot is felújítottak, valamint egy óvóhelyként is szolgáló tornaterem is épült. 2010-ben a bányákhoz közlekedő teherautók számára elkerülő út készült, melynek mentén iskola és lakópark is létesült.

## Éghajlat
A város éghajlata óceáni (a Köppen-skála szerint Cfb).
| Hónap                         | Jan.  | Feb.  | Már.  | Ápr. | Máj. | Jún. | Júl. | Aug. | Szep. | Okt. | Nov.  | Dec.  | Év    |
| ----------------------------- | ----- | ----- | ----- | ---- | ---- | ---- | ---- | ---- | ----- | ---- | ----- | ----- | ----- |
| Rekord max. hőmérséklet (°C)  | 22,2  | 23,3  | 27,8  | 31,1 | 33,9 | 36,7 | 33,9 | 34,4 | 31,7  | 28,3 | 22,8  | 18,9  | 36,7  |
| Átlagos max. hőmérséklet (°C) | 8,9   | 10,6  | 12,8  | 15,6 | 18,3 | 21,1 | 23,9 | 23,9 | 21,1  | 16,1 | 11,1  | 7,8   | 16,0  |
| Átlagos min. hőmérséklet (°C) | 1,7   | 1,1   | 2,8   | 5,0  | 7,8  | 10,6 | 12,2 | 12,2 | 9,4   | 5,6  | 3,3   | 0,6   | 6,1   |
| Rekord min. hőmérséklet (°C)  | −18,0 | −18,0 | −12,2 | −5,0 | −3,9 | 2,2  | 2,8  | 3,3  | −0,6  | −5,6 | −18,0 | −18,0 | −18,0 |
| Átl. csapadékmennyiség (mm)   | 130   | 81    | 94    | 76   | 68   | 58   | 30   | 29   | 50    | 91   | 141   | 131   | 979   |
| Forrás: The Weather Channel   |       |       |       |      |      |      |      |      |       |      |       |       |       |

## Népesség
A 2010-es népszámláláskor a városnak 3364 lakója, 1222 háztartása és 831 családja volt. A népsűrűség 592,3 fő/km2. A lakóegységek száma 1344, sűrűségük 236,6 db/km2. A lakosok 87,6%-a fehér, 0,7%-a afroamerikai, 1,2%-a indián, 1,5%-a ázsiai, 0,3%-a a Csendes-óceáni szigetekről származik, 3,2%-a egyéb, 5,5%-a pedig kettő vagy több etnikumú. A spanyol vagy latino származásúak aránya 7,5% (   )
A háztartások 42,5%-ában élt 18 évnél fiatalabb. 49,5% házas, 12,5% egyedülálló nő, 6% egyedülálló férfi, 32% pedig nem család. 25,6% egyedül élt; 10,3%-uk 65 éves vagy idősebb. Egy háztartásban átlagosan 2,75 személy élt; a családok átlagmérete 3,33 fő.
A medián életkor 34,4 év volt. A város lakóinak 29,4%-a 18 évesnél fiatalabb, 8,4% 18 és 24 év közötti, 30,9%-uk 25 és 44 év közötti, 23,1%-uk 45 és 64 év közötti, 8,4%-uk pedig 65 éves vagy idősebb. A lakosok 50,2%-a férfi, 49,8%-a pedig nő.

## Gazdaság
A 2018-as adatok szerint a városban 1816 aktív korú lakos él; közülük 1746-an dolgoznak. A legtöbben az oktatásban és az egészségügyben (21,6%), az építőiparban (17%), a gyártóiparban (16,6%), valamint a kereskedelemben (10,7%) állnak alkalmazásban. A 2020-as adatok szerint az ingázók 79%-a saját gépjárművel, 1,7%-a telekocsival, 5,6%-a tömegközlekedéssel, 1,8%-a pedig kerékpárral jut el a munkahelyére; 6,3% gyalogol, míg 3,5% otthonról dolgozik.
A 2012-es adatok szerint a város 202 vállalkozása összesen 849 munkahelyet kínál. A legnagyobb foglalkoztatók az elektromos eszközökkel foglalkozó B.I.C és a repülőgép-alkatrészeket gyártó Cobalt Enterprises. A város közelében több kő-, illetve kavicsbánya is található; az elkerülő út 2010-es megnyitásáig a szállítójárművek a belvárosban forgalmi dugókat okoztak.

## Közigazgatás
A képviselőtestület öt tagját négy évre választják; a közülük megválasztott polgármester feladata az ülések vezetése. A működtetési feladatokatért 2015 óta városmenedzser felel.
Az önkormányzat 2017-ben kilenc főállású alkalmazottal rendelkezett, az éves költségvetés pedig 5,2 millió dollár volt. A közbiztonságért a városi rendőrség megszűnése miatt 2014 óta a megyei seriff hivatala felel. A városháza jelenlegi, 3,9 millió dolláros beruházás keretében megvalósult épülete 2019 augusztusában nyílt meg.

## Kultúra és vallás

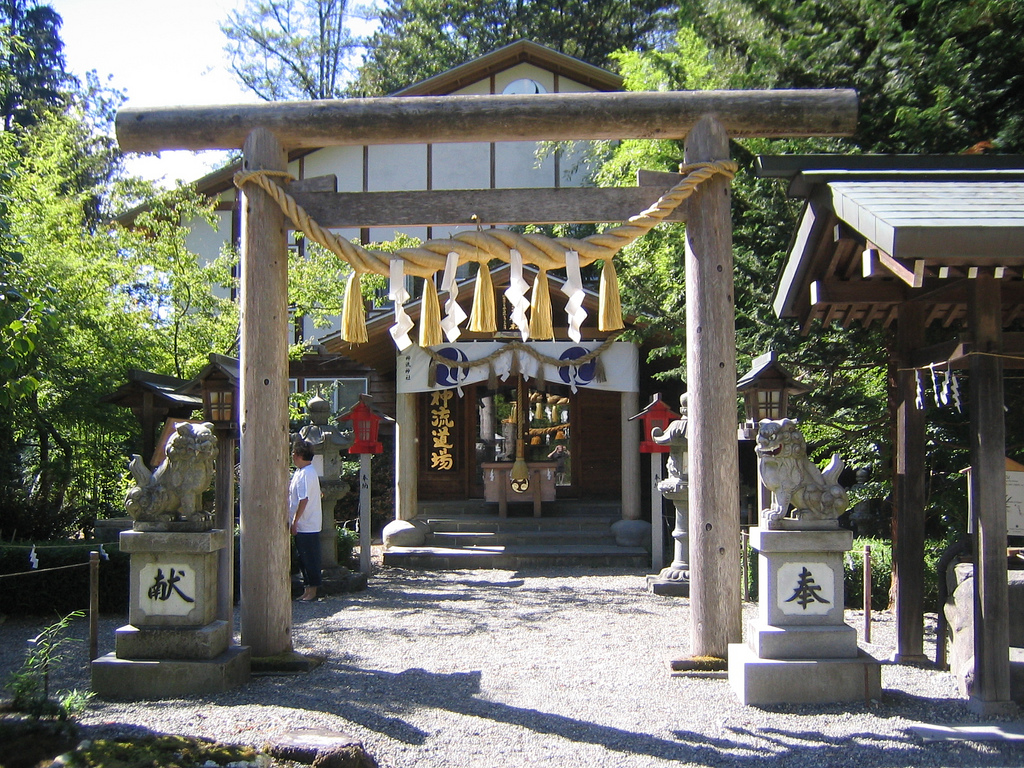
A 2001-ben megnyílt sintó szentély

Granite Fallsban számos rendezvényt szerveznek; a legnagyobb az 1965-ben egy tanár által alapított, október elején megrendezett Railroad Days. A térség történelmét bemutató esemény évente ötezer látogatót vonz. A történelmi társaság múzeuma 2007 októberében nyílt meg. A szervezet 2016-ban önkéntesek segítségével fotók és újságcikkek digitalizálásába kezdett.
A város közterein és középületeiben számos freskó és szobor található. A belvárosban felállított, 3,7 méter magas alkotás a nagylábút ábrázolja; a fából készült szobrot egy helyi kriptozoológus készítette. 2000-ben az Art in the Parks keretében számos toalettformájú alkotást helyeztek el a városban; ezzel köztéri WC-k felállítására kívántak pénzt gyűjteni.
A Joyride és az Outside In filmek forgatási helyszínei között Granite Falls is szerepel. A Scherrer Ranch területén lévő szórakozóhelyet 1995-ben a megyei hatóságok engedély nélküli színpadépítés miatt bezárták.
A 2001-ben megnyílt Tsubaki Grand Shrine of America az USA sintó szentélyeinek egyike. A létesítmény a nyilvánosság előtt is nyitva áll; vallási szertartások mellett más eseményeket is rendeznek.

## Parkok
A város a Mountain Loop Highway mentén található pihenőövezetek (például Monte Cristo kísértetváros és a Cascade-hegység jégbarlangjai) közelében fekszik. A délre lévő Lake Bosworth és Lake Roesiger településeken a megye halkeltetőt működtet.
Granite Falls tulajdonában nyolc park és tájvédelmi körzet áll. A Frank Mason Park magában foglalja a Gardner-tavat és egy szomszédos területet is; itt horgászstéget is kialakítottak. A város és a tankerület gördeszkaparkot és kutyafuttatót is fenntart.

## Oktatás
A Granite Falls-i Tankerület négy intézményt tart fenn; ezek egyike alternatív középiskola. Az iskolakerületnek 2018-ban 2100 diákja, 107 tanára és 80 egyéb alkalmazottja volt. Andrea Petersont, a Monte Cristo Elementary School tanárát 2007-ben az év oktatójának választották.
A város első iskolaépületét 1893-ban adták át. A Granite Falls High Schoolt 1938-as megnyitása többször is elköltöztették; jelenlegi helyén 2008 januárja óta működik. 2018-ban a középiskola 1700 férőhelyes amerikaifutball-stadionnal egészült ki; a régi sportlétesítményt (Hi-Jewel Stadium) egy másik intézmény számára alakították át.
A közkönyvtárat a Sno-Isle Libraries üzemelteti; épülete 2012 előtt a város tulajdonában volt, ma a Sno-Isle Libraries tartja fenn.

## Infrastruktúra

### Egészségügy
A város ambuláns ellátóhelyének fenntartója 2016-ig a Cascade Valley, azóta pedig a Skagit Regional Health.
A 2000-es években jelentős problémát okozott a metamfetamin és az opioidok használata.

### Közlekedés
Granite Falls a Lake Stevens felé haladó WA-92 végpontja. A 28,8 millió dolláros beruházás keretében elkészült északi elkerülő szakaszt 2010-ben adták át. A Mount Baker–Snoqualmie Nemzeti Erdő elérésére szolgáló Mountain Loop Highwayt évente 55 ezer turista használja.
A város tömegközlekedését a Community Transit biztosítja.

### Közművek
Az elektromos áramot és az ivóvizet a megyei közműszolgáltató biztosítja; az ivóvíz az everetti tavakból és a Lake Stevens-i fúrt kutakból származik. A szennyvízkezelést Granite Falls városa végzi. A földgázt a Puget Sound Energy szolgáltatja. A szemétszállítást a Waste Management végzi, emellett két hulladékudvar és újrahasznosító központ is található a városban. Telekommunikációs szolgáltatásokat a Verizon és a Comcast nyújt.

## Média
A Post című kiadvány először 1903. július 23-án jelent meg. A Record című lapot 1922-től adták ki; utódja, a Press később egy Lake Stevens-i újságba olvadt.

## Nevezetes személyek
- Kenneth Callahan, festő[83]
- Mike Squires, zenész és dalszerző[84]
- Walter Parr, író és prédikátor[85]
- Willo Davis Roberts, író[86]

## Fordítás
- Ez a szócikk részben vagy egészben  a   Granite Falls, Washington című angol Wikipédia-szócikk ezen változatának fordításán alapul.  Az eredeti cikk szerkesztőit annak laptörténete sorolja fel. Ez a jelzés csupán a megfogalmazás eredetét és a szerzői jogokat jelzi, nem szolgál a cikkben szereplő információk forrásmegjelöléseként.